# Leoš Suchařípa
Leoš Suchařípa (* 16. Februar 1932 in Varnsdorf; † 14. Juni 2005 in Prag) war ein tschechischer Schauspieler, Übersetzer und Theatertheoretiker.
Leoš Suchařípa studierte zunächst an der Prager DAMU Schauspiel. Er war in den 1960er Jahren Dramaturg am Prager Činoherní klub, seit den 1980er Jahren war er Ensemble-Mitglied am Divadlo Na zábradlí. Er trat zudem in mehreren hundert Filmen auf, darunter der tschechisch-deutschen Koproduktion „Abenteuer mit Blasius“ (1975) aber auch in Filmen von Alice Nellis wie „Ene bene“.
Daneben galt Suchařípa als glänzender Kenner und Übersetzer russischer Prosa, unter anderem von Anton Pawlowitsch Tschechow, Maxim Gorki und Nikolai Gogol, ins Tschechische.
Leoš Suchařípa starb nach kurzer schwerer Krankheit in Prag.
Sein Sohn, David Suchařípa, ist ebenfalls Schauspieler.

## Filmografie (Auswahl)
- 1969/90: Lerchen am Faden (Skřivánci na niti)
- 1971: Die Chance (Sance)
- 1972: Pan Tau (Fernsehserie, 1 Folge)
- 1975: Abenteuer mit Blasius (Hauptrolle)
- 1976: Fürs ganze Leben
- 1977: Die Flucht
- 1983: Die Schüsse der Arche Noah
- 1983: Fauns allzuspäter Nachmittag (Faunovo velmi pozdní odpoledne)
- 1984: Das Geheimnis der Apollonia (Vrak)
- 1985: Wie Poeten ihre Illusion verlieren (Jak básníci pricházejí o iluze)
- 1987: Hamster im Nachthemd (Krecek v nocní kosili) (Fernsehserie)
- 1987: Warum? (Proc?)
- 1988: Das reinste Drama (Dámská jízda)
- 1988: Pan Tau – Der Film
- 1991: Lenin, der Herrgott und die Mutter (Vracenky)
- 1993: Das Erbe oder: Fuckoffjungsgutntag (Dědictví aneb Kurvahošigutntag)